# Tomáš Hudeček

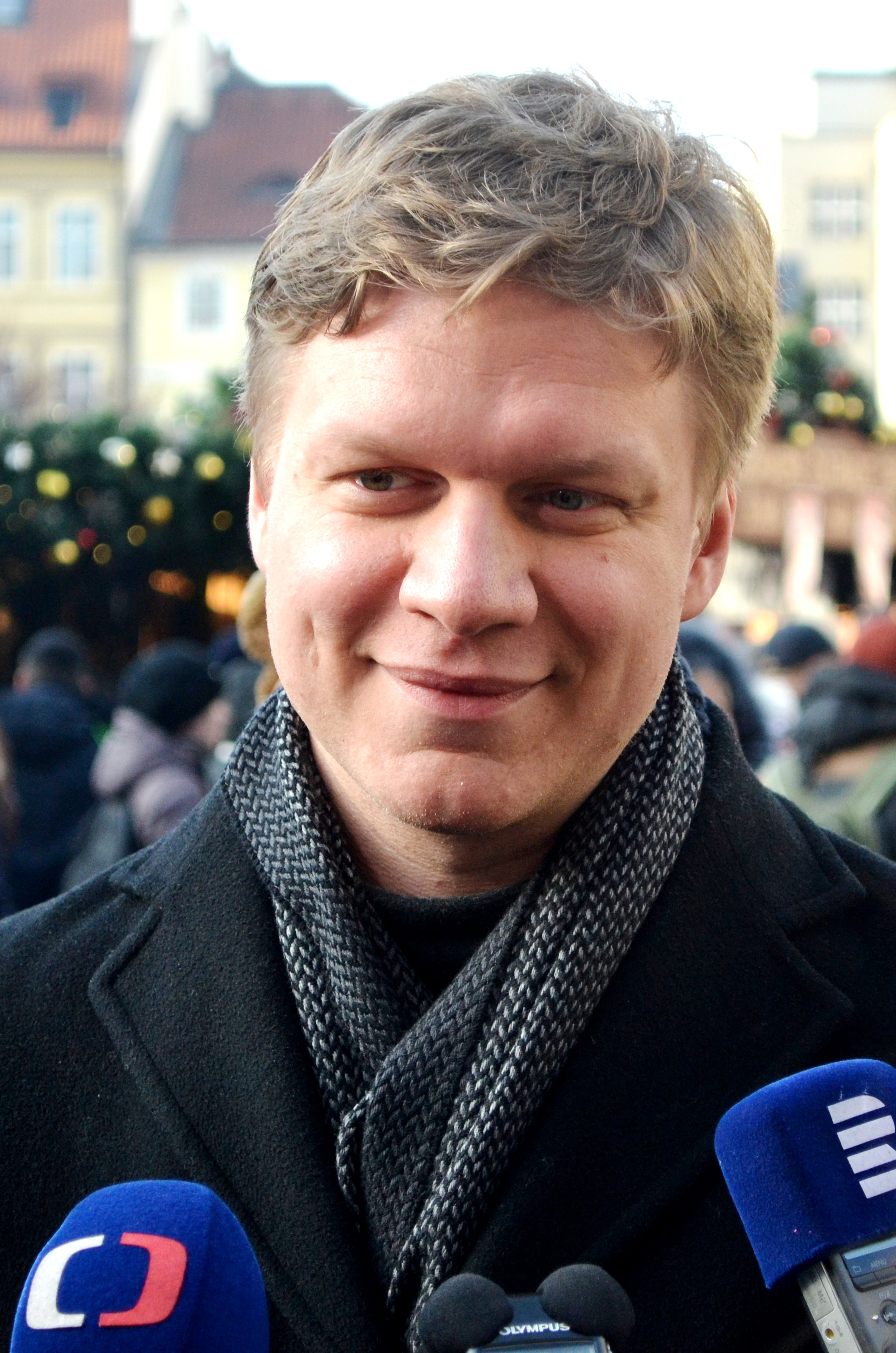
Tomáš Hudeček (2013)

Tomáš Hudeček (* 10. Mai 1979 in Olomouc) ist ein tschechischer Politiker. Er war vom 20. Juni 2013 bis zum 26. November 2014 Oberbürgermeister der Hauptstadt Prag.

## Werdegang
Hudeček wuchs in seiner Geburtsstadt Olomouc auf und machte hier 1997 die Matura. Danach studierte an der naturwissenschaftlichen Fakultät der örtlichen Universität auf Lehramt für Mathematik und Geografie für den Dienst an der Mittelschule. Nach seinem Abschluss belegte er erfolgreich ein Doktorandenstudium für Sozialgeografie und Regionalentwicklung an der Karls-Universität Prag.
Politisch aktiv wurde Hudeček 2009, als er in die  neu gegründete Partei TOP 09 eintrat. Bei den Kommunalwahlen 2010, bei denen die Partei TOP 09 in der Hauptstadt die meisten Stimmen auf sich vereinigen konnte, wurde er in die Stadtverordnetenversammlung der Stadt Prag gewählt. Seine Partei blieb jedoch wegen eines Bündnisses zwischen der ODS und den Sozialdemokraten zunächst in der Opposition. Im November 2011 zerbrach jedoch diese Regierungskoalition und der amtierende Oberbürgermeister Bohuslav Svoboda (ODS) schloss ein Bündnis mit der stimmenstärkeren TOP 09. Hudeček wurde als Stellvertreter des Oberbürgermeisters mit Zuständigkeit für Flächenplanung in den Magistrat der tschechischen Hauptstadt berufen. Svoboda blieb im Amt.
Im Mai 2013 zerbrach das Bündnis zwischen der TOP 09 und der ODS. Die Stadtverordneten wählten am 23. Mai 2013 den amtierenden Oberbürgermeister Svoboda und zwei weitere Magistratsmitglieder der ODS ab. Daraufhin traten die im Magistrat verbliebenen weiteren Mitglieder der ODS ebenfalls zurück. Hudeček amtierte danach kommissarisch als Oberbürgermeister und musste in dieser Funktion Anfang Juni die Überflutungen bewältigen. Am 18. Juni 2013 einigten sich TOP 09 und Sozialdemokraten auf die Tolerierung eines Minderheitsmagistrates der TOP 09 und nominierten Hudeček für die Position des Oberbürgermeisters. Hudeček wurde daraufhin am 20. Juni 2013 mit 36 von 43 abgegebenen Stimmen offiziell zum neuen Primátor der tschechischen Hauptstadt gewählt.
Bei den Kommunalwahlen am 10. und 11. Oktober 2014 war Hudeček als amtierender Oberbürgermeister Spitzenkandidat der TOP 09. Mit 20,07 und 16 von 65 Mandaten wurde die TOP 09 jedoch nur zweitstärkste Kraft hinter der erstmals angetretenen ANO 2011 (22,08 % und 17 Mandate). Im Prager Stadtrat bildete sich danach eine neue Koalition unter Führung der ANO 2011, während die TOP 09 wieder in die Opposition ging. Neue Oberbürgermeisterin wurde im November Adriana Krnáčová.
Am 15. Oktober 2014 trat Hudeček aus der Partei TOP 09 aus.